# Dionysoskult

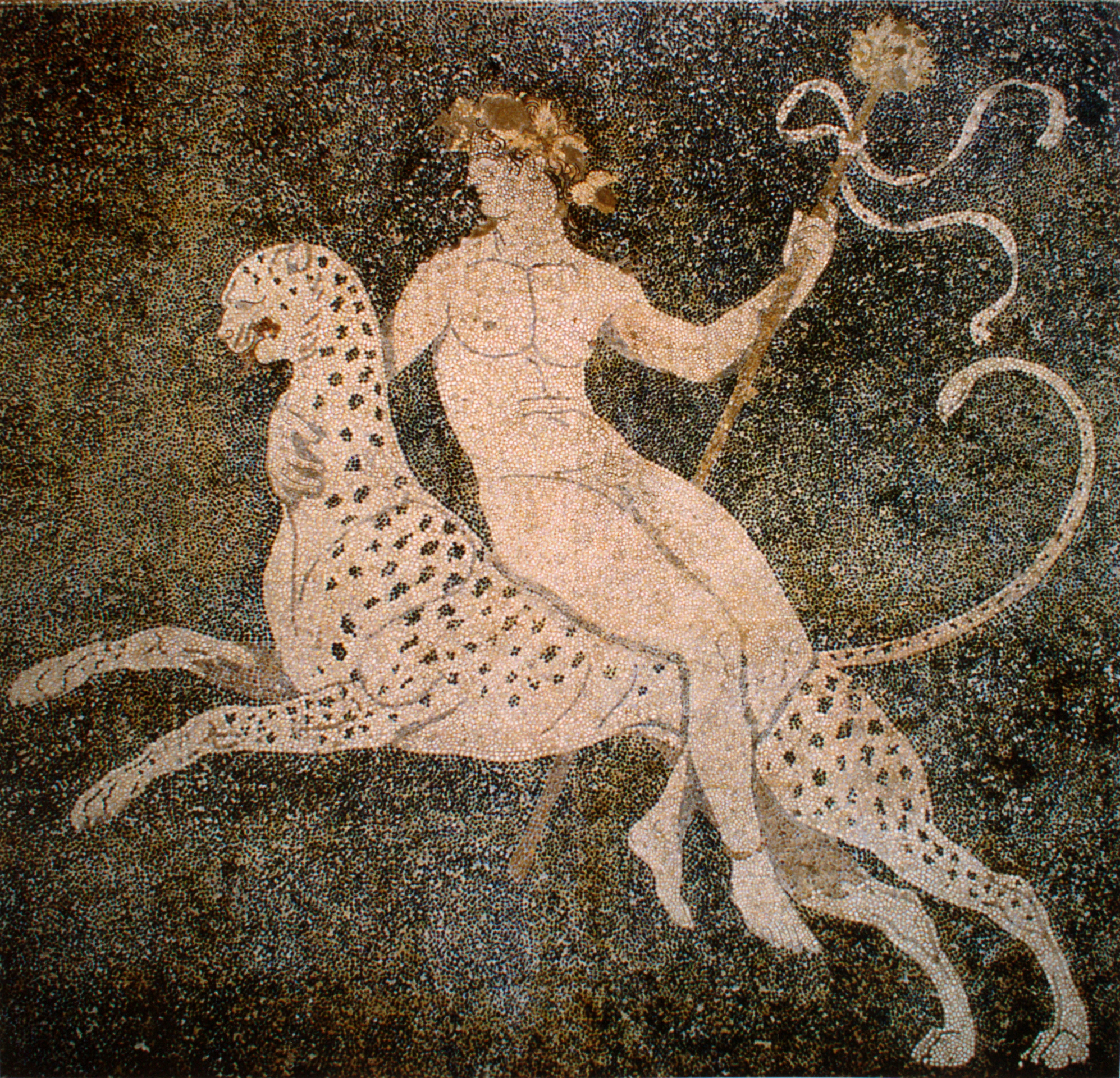
Dionysos mit Thyrsos auf dem Panther reitend, Mosaik aus Pella

Der Dionysoskult ist der Kult um Dionysos, griechischer Gott des Weines und der Fruchtbarkeit, und einer der zahlreichen Mysteriengötter der antiken Welt, deren Kulte sich gegenseitig beeinflussen und deren Wesen nicht genau abgegrenzt werden kann.
Ein Gott Diwonusos kommt schon um 1250 v. Chr. im mykenischen Griechenland vor, er war schon damals eng verbunden mit dem Wein. Beziehungen des Dionysoskultes zur Religion der Thraker und Phryger sind unbestreitbar, können aber statt durch Import auch durch Export erklärt werden. Martin Persson Nilsson hält den Dionysoskult für rein griechisch. Es scheint, dass ursprünglich selbständige Götter an verschiedenen Orten Griechenlands, zum Beispiel in Theben, Athen und auf Kreta, im Laufe der Zeit den Namen des Dionysos annehmen konnten, weil sie mit dem Wesen des Fruchtbarkeitsgottes vereinbar waren.

## Vorstellungen zu Dionysos
Der antike Gott Dionysos – von den Griechen auch Bakchos, von den Römern Bacchus genannt – hat eine exoterische und eine esoterische Erscheinungsform. Der exoterische Dionysos ist ein lustiger, harmloser Gott des Weines, der esoterische Dionysos dagegen ist ein Gott fundamental ernster Dimension. Er ist das Gegenstück zum Gott der Unterwelt: Denn wäre es nicht Dionysos, dem sie den Umzug machen und das Lied singen vom Phallos, sonst ist es ganz schamloses Treiben. Ein und derselbe aber sind Hades und Dionysos, dem sie toben und feiern, sagt Heraklit. Offenbar, weil Dionysos ein Gott der Unterwelt ist, wurde er von den Griechen auch mit dem ägyptischen Osiris gleichgesetzt. Allerdings scheint Dionysos ähnlich wie die Unterweltsgöttin Persephone periodisch auf- und abzusteigen (siehe unten), und so ist Dionysos letzten Endes ein typischer sterbender und auferstehender Gott an der Seite einer Großen Mutter, wie er auch im Mittelpunkt anderer Mysterienkulte steht.
Da es verschiedene lokale Formen des Dionysoskultes gab, hat auch die Partnerin, mit welcher Zeus den Dionysos zeugte, verschiedene Namen. Mal heißt sie Semele, mal Europa, mal Demeter, mal Rhea. Es gibt daher verschiedene, jeweils nur bruchstückhaft überlieferte, mehr oder weniger widersprüchliche heilige Geschichten. Die Einheit in der Vielfalt der Kulte war aber jedermann klar.

## Der attische Dionysoskult

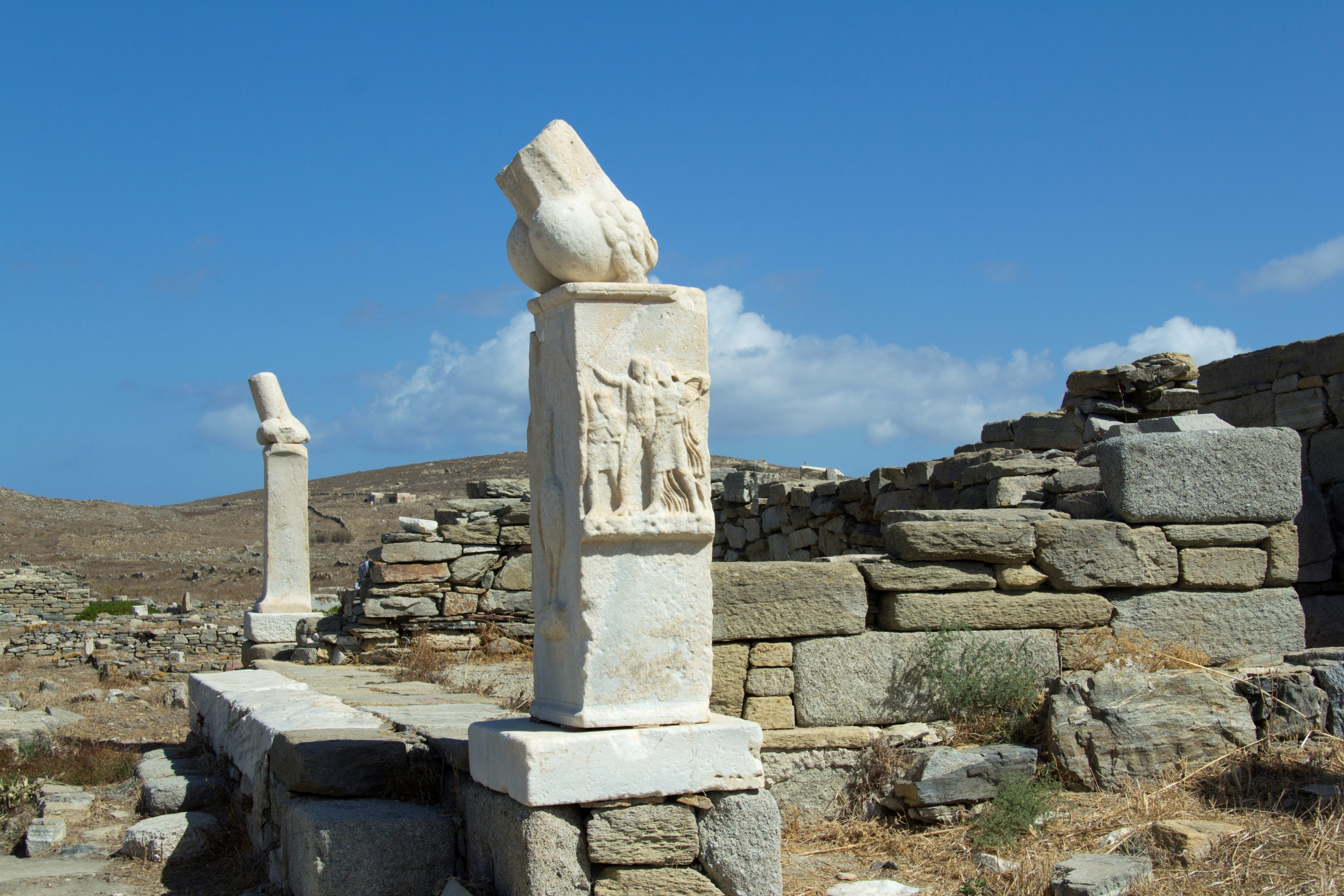
Dionysostempel Stoibadeion auf Delos.

Besonders in Athen spielten die Dionysien im Zentrum des Dionysoskults eine tragende Rolle, die durch den Hellenismus und attischen Seebund auch Auswirkung auf die übrigen hellenischen Kulturen hatte. Es gab die Kleinen und die Großen Dionysien sowie andere im attischen Festkalender überlieferte Kultakte.
In seinem Drama Die Bakchen – heute das wichtigste Dokument zum Verständnis des Dionysoskultes – stellt Euripides das übliche Treiben der Bacchantinnen im Kithairongebirge nahe Theben dar. Sie singen:
O Lust für den, der im Bergwald in rasendem / Lauf stürzt hin auf den Grund, / Gehüllt ins heil’ge Hirschkalbfell, dürstend nach / Blut des getöteten Böckleins, nach rohem Genusse
Aber hier werden nicht nur kleine Rehböcke zerrissen, die Bacchantinnen zerreißen auch Pentheus, den König von Theben. Es ist sogar die Mutter, die zusammen mit ihren beiden Schwestern als Bacchantin ihren eigenen Sohn zerreißt. Pentheus ruft umsonst:
Erbarm dich, Mutter, töte … nicht dein Kind! / Die aber, Schaum vorm Mund, die Augen hin und her wild rollend … hörte nicht auf ihn. / Und packend mit den Händen ihm den linken Arm, / Gegen die Rippen tretend des Unseligen, / Riss sie heraus die Schulter … Ino war auf der anderen Seite tätig
Als die Mutter endlich aus ihrer dionysischen Raserei erwacht, hält sie schon den abgerissenen Kopf ihres Sohnes in der Hand.
In diesem Drama erleidet Pentheus das gleiche Schicksal wie Dionysos. Dieses Schicksal wird ihm seltsamerweise von Dionysos zugefügt, aber entweder gilt Pentheus als der Prototyp des Novizen, der ja immer die Leiden seines Gottes miterleiden muss, oder er ist ein älterer Gott, der mit Dionysos verschmolz, weil beide dasselbe Schicksal erlitten. Jedenfalls wurde die Zerreißung des Pentheus ebenso wie die Zerreißung des Orpheus als eine dramatisierte – vielleicht auch wegen des Geheimhaltungsgebotes verhüllte – Form der Zerreißung des Dionysos selbst verstanden.

### Dionysos und Kybele

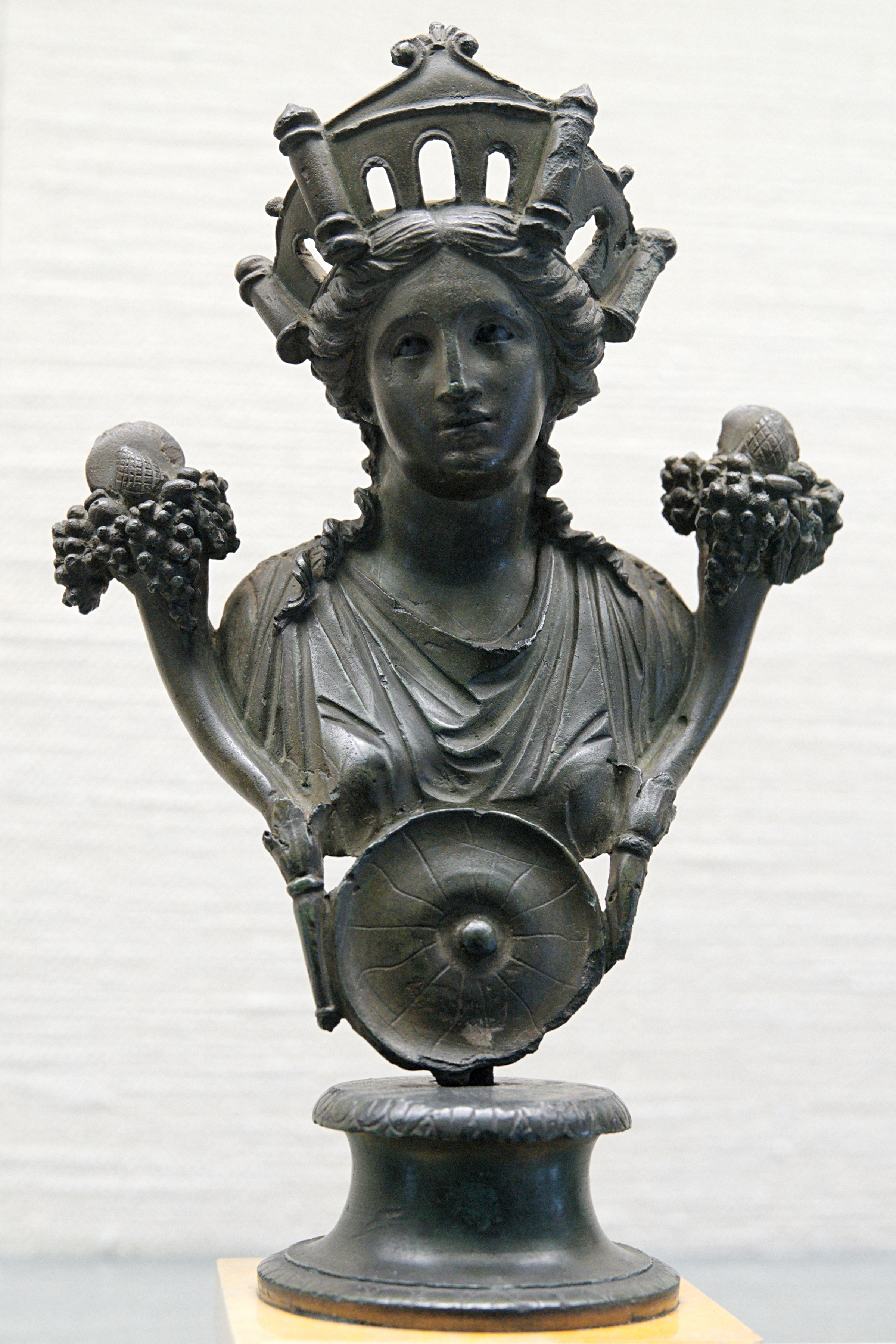
Bronzebüste der Kybele mit Mauerkrone und Füllhörnern

Im Drama Die Bakchen betrachtet Euripides nicht nur den thebanischen und den kretischen Dionysoskult, sondern auch den Dionysoskult insgesamt und den phrygischen Kybele- und Attiskult als vollkommen identisch. Ihm scheint überhaupt die Große Mutter Kybele als die eigentliche Partnerin des Dionysos vorzuschweben, denn der Chor singt in seinem Einzugslied gleich am Anfang des Dramas:
Selig, wer im hohen Glück / Um der Götter Weihen weiß … / Wer sich haltend an der Großen / Mutter Kybele hohen Festbrauch, / Mit des Thyrsos wildem Schwingen / Sich – das Haupt eppichbekränzt – weiht / Ganz dem Dienst des Dionysos
Die wichtigste Erscheinungsform der Großen Mutter im Dionysoskult ist ihre Erscheinungsform in dreifacher Gestalt als die drei Erinnyen, Eumeniden, Musen, Moiren, Mütter usw.

## Der delphische Dionysoskult
Im Lied des Chores in der Antigone des Sophokles werden als die Lieblingsorte des Dionysos genannt: Theben, Eleusis (das heißt praktisch Athen), Delphi, Euboia und Italien (d. h. Großgriechenland in Unteritalien). Nach Theben und Athen gilt also Delphi als eine der wichtigsten Stätten des Dionysoskultes, und das überrascht, weil Delphi kein gewöhnlicher griechischer Stadtstaat, sondern im Wesentlichen ein gesamtgriechisches Heiligtum war. Der Tempel in Delphi mit seinem berühmten Orakel, dem Omphalos und dem ewigen Feuer der Hestia galt als ein Apollontempel, näher betrachtet aber erweist er sich als ein Tempel sowohl des Dionysos als auch Apollons. Beide Götter galten als verschiedene Aspekte des Gottes (ohne Eigennamen) von Delphi. Es gab jedenfalls ein Grab des Dionysos im Tempel; es befand sich wahrscheinlich unter dem Omphalos, wie der frühchristliche Schriftsteller Tatian berichtet. Man glaubte, dass der Tempel im Winter von Dionysos und im Sommer von Apollon bewohnt würde. Ein Vasenbild zeigt, wie sich Dionysos und Apollon über dem Omphalos die Hand reichen. Man könnte meinen, dass sich in Delphi Dionysos und Apollon verhielten wie Osiris und Horus in Ägypten – die beiden Götterpaare wurden tatsächlich gleichgesetzt –, dass also der eine als der Herr der Unterwelt und der andere als der Herr der Oberwelt betrachtet wurde (vgl. Isis- und Osiriskult).
Eines der wichtigsten Feste in Delphi war die alle zwei Jahre zur Zeit der Wintersonnenwende veranstaltete Trieteris, bei der sich die Thyiaden Athens und Delphis zu einer gemeinsamen nächtlichen Feier in den Bergwäldern des Parnass vereinigten. „Dieses (Fest) begann mit Tänzen und mit der Oribasie, dem ausgelassenen Lauf durch das Gebirge, in der Nacht bei Fackelschein … Dann verleibten sich die Thyiaden ihren Gott (Dionysos) durch … die Omophagie ein, indem sie das rohe Fleisch eines lebendig gevierteilten Opfers – gewöhnlich einer jungen Ziege – verschlangen“. Gleichzeitig brachten die Priester im Tempel dem Dionysos ein geheimes Opfer dar, das vermutlich mit dem Aufstieg des Gottes aus der Unterwelt zusammenhängt.
Die Trieteris wurde als die Erweckung des Liknites, d. h. als die Erweckung des Dionysoskindes in der Getreideschwinge bezeichnet, wie Plutarch berichtet. Der 53. orphische Hymnos zeigt, dass dieser Erweckung ein zweijähriger Schlaf des Dionysos in der Unterwelt voranging. Es heißt hier: „Ich rufe dich, Bakchos, der du in jedem zweiten Jahr erscheinst, den chthonischen Dionysos …, der du im heiligen Haus der Persephone eine heilige bakchische Zeit von zwei Jahren schläfst …“. Dionysos steigt also periodisch auf und ab. Seltsamerweise steigt er aber alle zwei Jahre aus der Unterwelt auf, nur um sogleich von den Thyiaden, seinen Ammen, bei lebendigem Leibe zerrissen und verschlungen zu werden.
Eine Bemerkung Plutarchs deutet auf einen alten Zusammenhang des Tempels in Delphi mit der Pubertäts- und Stammesinitiation. Plutarch berichtet von Theseus: Da es damals noch Sitte war, dass die Knaben beim Übertritt ins Mannesalter nach Delphoi gingen und dem Gott[!] ihr Haar darbrachten, so ging auch Theseus nach Delphoi (vgl. Isis- und Osiriskult zum Phänomen der Haarlocke des Knaben). Demnach scheint der Tempel in Delphi in archaischer Zeit so etwas wie das Zentrum der griechischen Pubertäts- und Stammesinitiation gewesen zu sein.

### Das Theater in Delphi

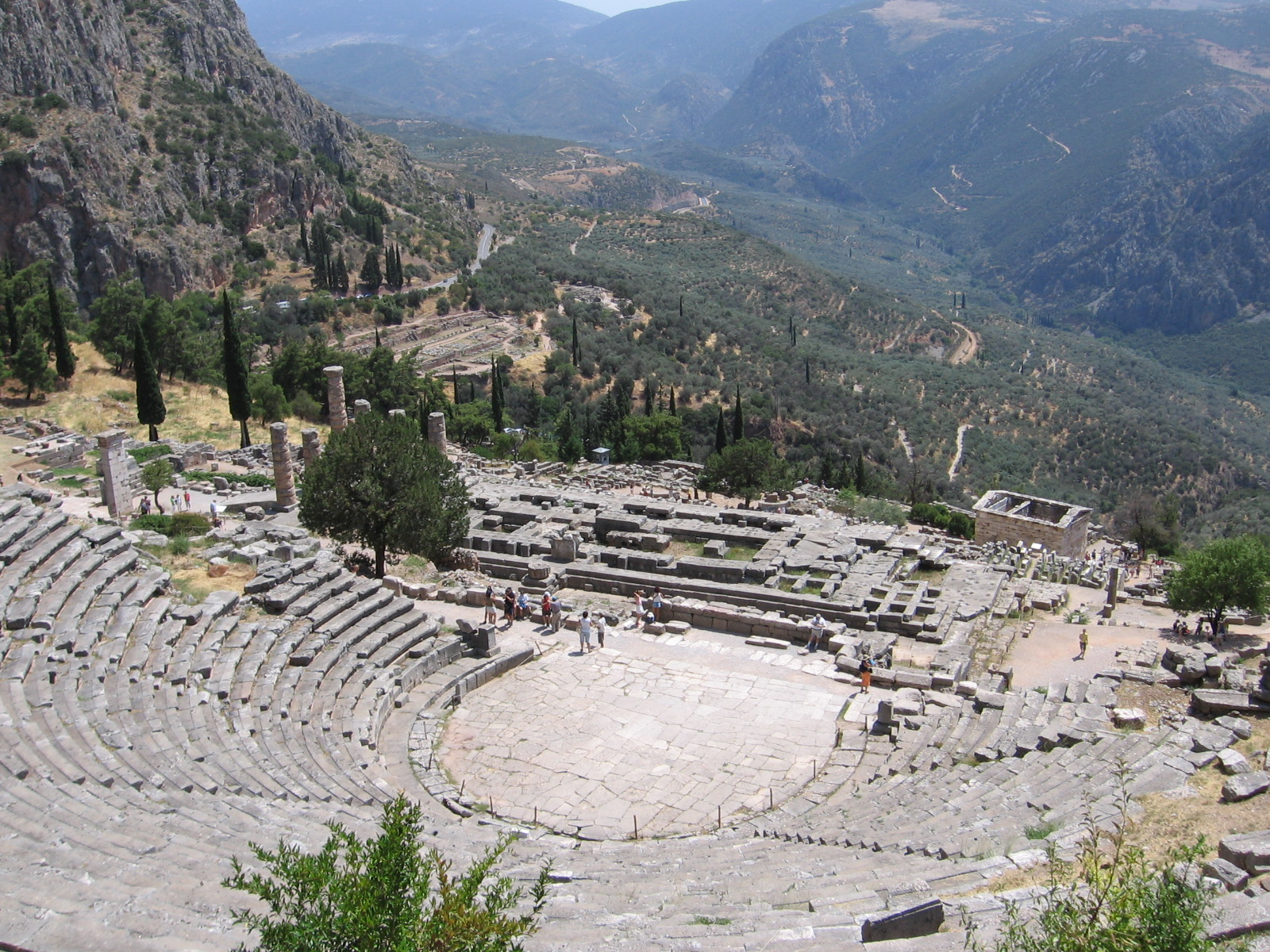
Das Theater in Delphi

Der Ursprung der Tragödie – von tragos, Bock und ode, Gesang – im Dionysoskult mit seinen Satyrn ist unbestritten. Fraglich ist nur, welche Rolle der Dionysoskult im voll entwickelten Drama etwa des Aischylos, Sophokles und Euripides im 5. Jahrhundert v. Chr. spielt. Eine Reihe von Autoren sehen einen engen Zusammenhang, andere bestreiten ihn. Zu den ersteren gehört auch Friedrich Nietzsche: „Es ist eine unanfechtbare Überlieferung, dass die griechische Tragödie in ihrer ältesten Gestalt nur die Leiden des Dionysos zum Gegenstand hatte, und dass der, längere Zeit hindurch einzig vorhandene, Bühnenheld eben Dionysos war … Alle die berühmten Figuren der griechischen Bühne – Prometheus, Ödipus usw. – (sind) nur Masken jenes ursprünglichen Helden Dionysos“. Die Annahme liegt jedenfalls nahe, dass der alle vier Jahre stattfindende nationale Wettbewerb der griechischen Dichter in Delphi (s. pythische Spiele) mit dem dortigen Dionysoskult zusammenhängt.

## Der thebanische Dionysoskult

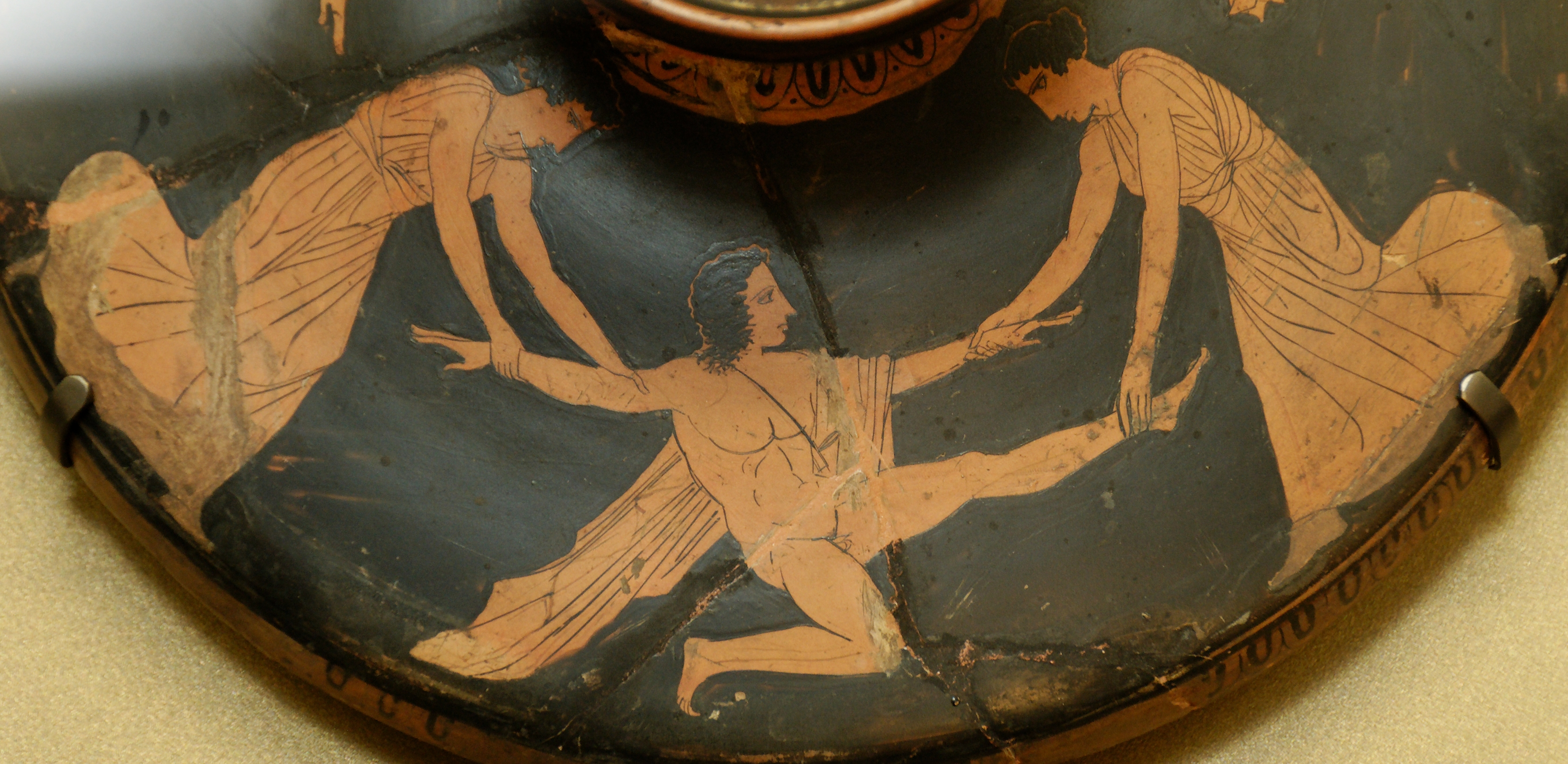
Die Zerreißung des Pentheus

Am besten bekannt sind die Mythen und Riten des thebanischen Dionysoskultes. Danach verführte Zeus in Stiergestalt die Königstochter Semele. Im Moment der Zeugung des Dionysos verbrannte Semele in den Blitzen des Zeus zu Asche, doch Zeus rettete den Embryo aus der Asche und nähte ihn in seinen eigenen Schenkel ein, sodass Dionysos schließlich aus dem Schenkel des Zeus geboren wurde (siehe Schenkelgeburt). Er wuchs auf dem Olymp auf, wo er zuweilen auf den Thron des Zeus kletterte und das Blitzbündel seines Vaters in kindlicher Faust schwang, wie Nonnos erzählt. Als aber Dionysos einmal gerade mit seinem Spielzeug beschäftigt war und nicht aufpasste, wurde er von den Titanen zerrissen und verschlungen. Zeus verbrannte daraufhin die Titanen mit seinen Blitzen zu Asche, und aus ihrer Asche, in der ja auch die Asche des Dionysos enthalten war, entstand das Menschengeschlecht.
Auf Kreta wurde eine leicht abgewandelte Variante dieser heiligen Geschichte gepflegt. Auch auf Kreta verführte Zeus in Stiergestalt eine Jungfrau, hier heißt die Jungfrau aber nicht Semele, sondern Europa. Aus dieser Verbindung ging hier der Urkönig Minos hervor.

## Deutung
Der Mythos von der Zerreißung des Dionysos ist – wie die Zerstückelung des Osiris und das Sterben des Mysteriengottes überhaupt – von der antiken Philosophie sehr einleuchtend gedeutet worden. Plutarch, Plotin, Proklos, Damaskios und andere erklären den Vorgang als die Zerreißung und Zerstückelung der Weltseele durch ihre Verbindung mit der Materie in Raum und Zeit bei der Entstehung des beseelten Universums. Dabei verhält sich die Weltseele zum Weltkörper wie das männliche Sperma zum weiblichen Ei. Am deutlichsten wird Proklos:
Dionysos kommt aus der Hüfte des Zeus hervor und begibt sich in (die kleinasiatische Göttin Hipta), wird ein Teil von ihr …
Die kosmische Bedeutung der Leiden des Mysteriengottes zeigt sich besonders deutlich in den Bildwerken des Mithraismus. Wenn der nach seinem zweijährigen Schlaf aus der Unterwelt aufsteigende Dionysos gleich bei seiner Ankunft von seinen geliebten Ammen zerrissen und verschlungen wird, so ist das nur eine Illustration des Gedankens Heraklits: Unsterbliche sterblich, Sterbliche unsterblich – lebend einander ihren Tod, ihr Leben einander sterbend. Im Tode kehrt der Geist gewissermaßen zu sich selbst zurück, bei der Geburt dagegen wird er verstrickt mit der Materie in Raum und Zeit.
Mit der Zerreißung des Dionysoskindes entsteht das vom orphischen Hymnos auf Protogonos besungene Weltenei. Bei diesem Weltenei spielt seine Zusammensetzung aus Himmel und Erde und zugleich aus dem Männlichen und Weiblichen eine Rolle, wie man das auch vom chinesischen Weltbild mit seinem Dualismus von Yin und Yang und vom indischen Tantrismus her kennt. Möglicherweise hat dieses dualistische Weltbild in West und Ost eine gemeinsame Wurzel. Die Existenz des Systems auch im Dionysoskult und im antiken Mysterienkult überhaupt zeigt sich in der radikalen Identifizierung des sterbenden und auferstehenden Gottes mit dem Stier, dem Bock, dem Phallus.

### Rolle in der Literatur und Kulturwissenschaft
Friedrich Nietzsche hat mit seiner Unterscheidung zwischen dem dionysischen und dem apollinischen Prinzip in Die Geburt der Tragödie aus dem Geiste der Musik einen wichtigen – im Einklang mit den antiken Denkern stehenden – wenn auch zu seiner Zeit kontroversen Beitrag zur Deutung des Dionysoskultes wie des Theaters geleistet. Unter dem apollinischen Prinzip versteht er das Prinzip der Individuation; das entgegengesetzte dionysische Prinzip ist daher nicht das Aufgehen des Einen im Vielen, sondern umgekehrt das Aufgehen des Vielen im Einen. Wenn also zum Beispiel Heraklit sagt:
Alles ist eins, so ist das dionysisch. Folglich kommt Nietzsche zu dem Ergebnis: Unter dem Zauber des Dionysischen schließt sich nicht nur der Bund zwischen den Menschen wieder zusammen, auch die entfremdete und feindlich unterjochte Natur feiert wieder ihr Versöhnungsfest ….
Diese Dichotomie, welche auch bei Friedrich Wilhelm Joseph Schelling, Friedrich Hölderlin und Johann Joachim Winckelmann eine Rolle spielte, wurde auch bei modernen Schriftstellern wie Robert A. Heinlein, Ruth Benedict, Thomas Mann, Hermann Hesse verwendet und von der Kulturkritikerin Camille Paglia aufgenommen. Paglia begründet eine ganze Kulturtheorie in ihrem Hauptwerk Masken der Sexualität von 1990 mit dem Gegensatz. Das Dionysische beschreibt sie als dunkel und chthonisch.